# Turgut Doğan Şahin
Turgut Doğan Şahin (2 febbraio 1988) è un ex calciatore turco, di ruolo attaccante.

## Carriera

### Club
Ha giocato nella massima serie turca con Ankaragücü, Gaziantepspor e Gençlerbirliği.

### Nazionale
Il 21 maggio 2014 ha esordito con la nazionale turca nell'amichevole vinta per 1-6 contro il Kosovo.